# Konrad Terpiłowski
Konrad Waldemar Terpiłowski (ur. w 1979) – polski chemik, dr hab. nauk chemicznych, adiunkt Instytutu Nauk Chemicznych Wydziału Chemii Uniwersytetu Marii Curie-Skłodowskiej.

## Życiorys
W 2003 ukończył studia chemiczne na Uniwersytecie Marii Curie-Skłodowskiej w Lublinie, 20 grudnia 2010 obronił pracę doktorską Wpływ topografii i genezy powierzchni oraz wilgotności atmosfery na histerezę kąta zwilżania i swobodną energię powierzchniową, 21 stycznia 2019 habilitował się na podstawie pracy zatytułowanej Problemy przy wyznaczaniu kąta zwilżania i swobodnej energii powierzchniowej ciał stałych, ze szczególnym uwzględnieniem wpływu plazmy.
Jest zatrudniony na stanowisku adiunkta w Instytucie Nauk Chemicznych na Wydziale Chemii Uniwersytetu Marii Curie-Skłodowskiej.